# Tabanus vanleeuweni
Tabanus vanleeuweni är en tvåvingeart som beskrevs av H. Oldroyd 1949. Tabanus vanleeuweni ingår i släktet Tabanus och familjen bromsar. Inga underarter finns listade i Catalogue of Life.